# Etazeta de Bitinia
Etazeta de Bitinia fue la segunda esposa de Nicomedes I de Bitinia y reina de Bitinia. En la historia de dicho reino el paso de Etazeta es fugaz, pero escandaloso. 
Pasó a la historia por su intento de colocar a sus hijos en el trono de Bitinia, proyecto que fue frustrado por Cielas de Bitinia, hijo del primer matrimonio del rey Nicomedes I. De hecho, el rey mismo antes de su muerte nombró a sus hijos con Etazeta herederos del reino, pero siendo éstos menores a la muerte de Nicomedes I, Etazeta gobernó en su nombre por 1 año (255 AC - 254 AC).
Antes de morir, Nicomedes I nombró además a los reyes Ptolomeo II de Egipto y Antígono II de Macedonia guardianes de sus hijos más pequeños. A las ciudades de Bizancio, Heraclea Póntica y Cío les fue encomendada una petición similar.
La muerte de Nicomedes I ocurrió en 255 AC y acaecida ésta Cielas se negó a aceptar la voluntad de su padre y lanzó una campaña bélica en contra de su madrastra para recuperar el trono del reino. El conflicto duró poco, pues ninguno de los gobernantes ni ciudades nombradas por Nicomedes I como protectores de sus hijos más pequeños - y por tanto de Etazeta - acudió en su ayuda.
Hacia el 254 a. C., Etazeta se casó con el hermano de su difunto esposo -para ganar legitimidad y apoyo- pero aún este esfuerzo fue en vano, ya que poco después fue derrotada completamente por Cielas, quien la desterró junto con sus hijos a Macedonia. 
| Predecesor: Nicomedes I | Reina de Bitinia 255 a. C. - 254 a. C. contra Cielas (255-254 a. C.) | Sucesor: Cielas |